# 차룰라타
《차룰라타》(Charulata, The Lonely Wife)는 인도에서 제작된 사티야지트 레이 감독의 1964년 드라마, 멜로/로맨스 영화이다. 라빈드라나트 타고르의 소설을 바탕으로 제작되었다. 수미트라 샤터지 등이 주연으로 출연하였다. 제15회 베를린 영화제 은곰상 감독상 수상작이다.

## 출연

### 주연
- 수미트라 샤터지
- 마다비 무커지

## 기타
- 미술: 반시 찬드라굽타